# 阿拉伯裔印度人
在印度古吉拉特邦，有為數眾多阿拉伯人和祖先是阿拉伯人的穆斯林生活。這些人叫楚來什，他們是17世纪時由阿拉伯半島遷徙來的哈德拉米人後裔，人口大概1500人。

## 起源
一些古吉拉特阿拉伯人宣稱他們祖先十八世纪時由也門來到信德省，當時古吉拉特分裂為若干土邦，一些阿拉伯人被當地大君招募為僱傭兵，特别是巴夫那加爾和贾姆讷格尔，阿拉伯人佔軍隊人口多数，二十世纪初他們已改説烏爾都語。

## 現狀
現在古吉拉特阿拉伯人生活在巴夫那加爾、贾姆讷格尔、潘奇马哈斯县、蘇拉特，分169個氏族，其中最重要的是古莱什族，穆罕默德出身的部落。
他們多数無地，以保安與軍人為傳統職業。他們現在主要是在城市生活，並且已經從事一些專業的職業，如法律和醫學。有部分成員已回流阿拉伯半島。
他們是遜尼派穆斯林，少數信瓦哈比派。
他們行内婚制不與其他古吉拉特穆斯林結婚。